# Вільятобас
Вільятобас (ісп. Villatobas) — муніципалітет в Іспанії, у складі автономної спільноти Кастилія-Ла-Манча, у провінції Толедо. Населення — 2675 осіб (2010).
Муніципалітет розташований на відстані близько 65 км на південний схід від Мадрида, 60 км на схід від Толедо.

## Демографія
Динаміка населення (INE ):

## Галерея зображень

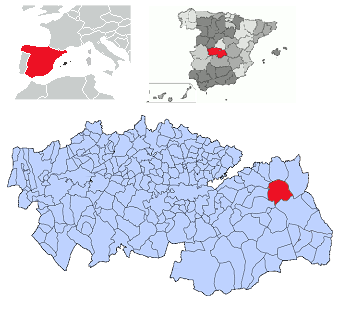
Розташування муніципалітету Вільятобас